# Джулі Ентоні (тенісистка)
Джулі Ентоні (англ. Julie Anthony; нар. 13 січня 1948) — колишня американська тенісистка.
Найвищим досягненням на турнірах Великого шолома був фінал в парному розряді.
Завершила кар'єру 1979 року.

## Фінали Туру WTA

### Парний розряд 2 (1–1)
| Легенда        |   |
| Великий шлем   | 0 |
| Чемпіонати WTA | 0 |
| Tier I         | 0 |
| Tier II        | 0 |
| Tier III       | 0 |
| Tier IV & V    | 0 |

| Титули за покриттям |   |
| Тверде              | 1 |
| Ґрунт               | 0 |
| Трава               | 0 |
| Килим               | 0 |

| Результат | Ранг | Дата     | Турнір                                        | Покриття | Партнерка       | Суперниці                      | Рахунок  |
| --------- | ---- | -------- | --------------------------------------------- | -------- | --------------- | ------------------------------ | -------- |
| Поразка   | 1.   | Чер 1975 | Відкритий чемпіонат Франції з тенісу, Франція | Ґрунт    | Ольга Морозова  | Кріс Еверт Мартіна Навратілова | 3–6, 2–6 |
| Перемога  | 2.   | Вер 1978 | World Tennis Classic, Монреаль, Канада        | Тверде   | Біллі Джин Кінг | Ілана Клосс Маріс Крюгер       | 6–4, 6–4 |